# Mistrzostwa Panamerykańskie w Judo 1960
Mistrzostwa panamerykańskie odbywały się w dniu 11 października 1960 roku w Meksyku. W tabeli medalowej tryumfowali judocy z Argentyny.

## Klasyfikacja medalowa
Gospodarz zawodów został zaznaczony kolorem.
| Miejsce | Państwo   |   |   |   | Razem |
| ------- | --------- | - | - | - | ----- |
| 1       | Argentyna | 2 | 0 | 1 | 3     |
| 2       | Kanada    | 2 | 0 | 0 | 2     |
| 3       | Meksyk    | 1 | 1 | 0 | 2     |
| 4       | Brazylia  | 0 | 1 | 1 | 2     |
| Razem   | Razem     | 5 | 2 | 2 | 9     |

## Medaliści

### Mężczyźni
| Konkurencja: | Złoto:         | Srebro:              | Brąz:                                |
| 1.er kyu     | Hideo Yamasato | Salvador Goldschmied | ----                                 |
| 1.er dan     | Ireneu Morel   | ----                 | ----                                 |
| 2.er dan     | Luis Mendoza   | ----                 | ----                                 |
| 3.er dan     | Manfred Matt   | Masaioshi Kawakami   | Luis Alberto Mendoza Poladian Bajaka |
| −Open        | Manfred Matt   | ----                 | ----                                 |